# Дерек Спенс
Дерек Спенс (англ. Derek Spence, нар. 18 січня 1952, Белфаст) — північноірландський футболіст, що грав на позиції нападника.
Виступав, зокрема, за клуби «Олімпіакос» та «Блекпул», а також національну збірну Північної Ірландії.

## Клубна кар'єра
У дорослому футболі дебютував 1968 року виступами за команду «Крузейдерс», в якій провів два сезони. Після цього 1970 року Спенс відправився до Англії, де грав за нижчолігові команди «Олдем Атлетик», «Бері» та «Блекпул».
У сезоні 1977/78 Спенс захищав кольори грецького клубу «Олімпіакос», де провівши 21 матч у чемпіонаті і забив шість голів. 
1978 року Дерек повернувся до «Блекпула» і ще два сезони захищав кольори клубу «Блекпул», після цього грав у складі іншої нижчолігової команди «Саутенд Юнайтед».
У сезоні 1982/83 Спенс виступав за гонконзький «Сі Бі», а завершив ігрову кар'єру у команді англійського Четвертого дивізіону «Бері» у 1984 році. Всього в англійських професіональних лігах він зіграв у 348 матчах і забив 98 голів, у чемпіонаті Греції в 21 матчі (6 голів), а також у 50 матчах (17 голів) у кубкових змаганнях.

## Виступи за збірну
16 квітня 1975 року дебютував в офіційних матчах у складі національної збірної Північної Ірландії в грі відбору на Євро-1976 проти Югославії (1:0).
Він закінчив свою міжнародну кар'єру, дізнавшись що Біллі Бінгем залишив його поза заявкою на чемпіонат світу 1982 року. Загалом протягом кар'єри у національній команді, яка тривала 8 років, провів у її формі 29 матчів, забивши 3 голи.